# Pantographa suffusalis
Pantographa suffusalis is een vlinder van de familie van de grasmotten (Crambidae). De wetenschappelijke naam van deze soort is voor het eerst voorgesteld door Herbert Druce in een publicatie uit 1895.
Deze soort komt voor in Cuba, Mexico, Honduras en Costa Rica.